# Eriogonum tomentosum
Eriogonum tomentosum är en slideväxtart som beskrevs av André Michaux. Eriogonum tomentosum ingår i släktet Eriogonum och familjen slideväxter. Inga underarter finns listade i Catalogue of Life.